# Наступ ІДІЛ у Північному Іраку (червень 2014)
Наступ у Північному Іраку у 2014 році почався після тижневого просування частин угруповання «Ісламська держава Іраку та Леванту» на Мосул, і захоплення великої частини міста в ніч з 9 на 10 червня 2014 року. За деякими оцінками, 1300 озброєних бойовиків захопили урядові установи мухафази Найнава, армійські об'єкти і міжнародний Аеропорт Мосул. Приблизно 500 тисяч жителів Мосула втекли з міста. Прем'єр-міністр Іраку Нурі аль-Малікі закликав до введення на всій території країни надзвичайного стану. Станом на 10 червня Мосул повністю знаходився під владою бойовиків. Наступного дня місто Тікрит було взято бойовиками, які спалили урядові будівлі і звільнили сотні ув'язнених з місцевої в'язниці. Бойовики заявили про свій намір захопити Багдад (столицю Іраку).

## Передумови
З грудня 2013 в зіткненнях по всій західній частині Іраку були задіяні племінні ополчення, іракські сили безпеки і бойовики угруповання «Ісламська держава Іраку та Леванту». На початку січня 2014 бойовики ІДІЛ захопили Фаллуджу і Ер-Рамаді, результатом чого більша частина мухафази Анбар виявилася під їхнім контролем. Відтак іракська армія почала наступ на Анбар, опорний пункт ІДІЛ, для підпорядкування регіону урядові. Армія знову захопила Самарру 5 червня 2014, тоді як обстріли Фаллуджі важкою артилерією послабили сили ІДІЛ. Та проте, значна частина бойовиків сховалася в сусідній Сирії, де вони брали зброю і суттєво зміцнили свої позиції.
На початку червня повстанці почали просування в центральних і північних районах Іраку після кампанії іракської армії в регіоні Анбар. У той момент вони все ще контролювали велику частина Фаллуджі і Аль-Кармаха, а також частини міст Хадіта, Джурф-аль-Сахар, Ана, Ель-Кайм, Абу-Грейб і кілька дрібніших поселень мухафази Анбар. 3 червня в ході контртерористичної операції сили безпеки ліквідували 78 бойовиків: 18 — у ході артударів в районі міста Фаллуджа мухафази Анбар, 60 — на околицях міста Ес-Саклавія. Раніше було ліквідовано понад 90 бойовиків в мухафазах Анбар і Найнава. 5 червня не менше ніж п'ять нападів скоєно в місті Байджі. У Самаррі вбиті 38 співробітників поліції, близько 50 людей були поранені. На тлі зіткнень у цих містах, а також у Мосулі і Тікриті, була введена комендантська година. Згодом сили безпеки відновили контроль над рядом районів Тікриту, убивши 14 бойовиків, а в Самаррі в результаті авіаударів було вбито 22 бойовики. 6 червня в результаті серії атак в мухафазі Найнава загинули 13 людей і 56 дістали поранення. 7 червня бойовики захопили частину будівель університету в Рамаді, взявши в заручники десятки студентів і місцевих співробітників. Того ж дня, в результаті декількох терактів у Багдаді загинуло понад 60 осіб.

## Події

### Падіння Мосула
В ніч з 4 і 5 червня бойовики ІДІЛ напали на місто Мосул з північного заходу і швидко увійшли в його західну частину. У південній частині Мосула п'ять терористів-смертників атакували склад зброї, убивши 11 солдатів. Два терористи-смертники вбили шестеро людей у селі Муваффак, біля Мосула. Важкі бої в місті продовжилися на наступний день. За два дні був убитий 61 бойовик, 41 військовослужбовець збройних сил і 7 цивільних осіб.
Одночасно 8 червня прогриміли два вибухи з участю терориста-смертника біля штаб-квартири Патріотичного союзу Курдистану в місті Джалавлі, результатом яких загинули 18 людей, більшість з яких були членами курдських сил безпеки.
У ніч на 9 червня іракські військовослужбовці залишили місто, результатом чого бойовики взяли під контроль більшу частину Мосула до полудня 10 червня. Бойовики захопили різні об'єкти міста, серед яких телестанцію, урядові будівлі і міжнародний Аеропорт Мосул разом з розташованими на ньому літаками, що служив базою американських військових в регіоні. Бойовики також заявили, що випустили принаймні 2400 ув'язнених, захопивши поліцейські ділянки і в'язниці по всьому місту. В ході боїв була зруйнована головна водопровідна станція, що призвело до припинення водопостачання кількох районів міста. До рук бойовиків ледь не потрапив губернатор мухафази Найнава, що покинув будівлю буквально за кілька хвилин до того, як його захопили бійці ІДІЛ. Пізніше він звернувся по телебаченню до місцевих жителів із закликом чинити збройний опір загонам ІДІЛ і створювати в цих цілях народні комітети. З мінаретів почали звучати заклики до всіх, хто здатний тримати в руках зброю, чинити опір бойовикам. У результаті зіткнень між силами пешмерга і бойовиками в околицях Мосула загинули майже 60 осіб. Одночасно з міста в паніці почали тікати тисячі шиїтів, які не сподіваються, що деморалізовані загони урядових військ зможуть їх захистити. Серед них десятки тисяч біженців попрямували в Курдистан, де місцева влада розгорнули для них тимчасові табори, паралельно звернувшись до агентства ООН у справах біженців із закликом про допомогу.
9 червня 28 водіїв виїхали караваном з порту Іскендерун на автоцистернах з мазутом, щоб доставити його на електростанцію в повіті Гейара. Під час подачі палива на електростанцію в Мосулі їх захопили бойовики разом з вантажівками і електростанцією. Згодом було викрадено ще 4 водія, отже, кількість заручників досягла 32 осіб.
10 червня спікер парламенту Іраку Усама Ан-Наджейфі сказав, що «Ірак став об'єктом зовнішньої агресії з боку бойовиків угрупування. І в даний час відбувається вторгнення екстремістів ІДІЛ по всій країні», додавши, що «вся мухафаза Найнава перейшла до рук бойовиків». Того ж дня Прем'єр-міністр Іраку Нурі аль-Малікі сказав, що «уряд ухвалив рішення оголосити стан підвищеної бойової готовності по всьому Іраку. Крім того, ми просимо парламент провести екстрене засідання, щоб ввести режим надзвичайного стану. Потрібно оголосити загальну мобілізацію, щоб повернути життя громадян в нормальне русло». Аль-Малікі заявив, що екстрені заходи для протидії тероризму повинні включати і допомогу міжнародної спільноти (ООН, ЛАД, ЄС) і сусідніх країн. Пізніше було створено кризовий штаб, який координуватиме набір добровольців і їх озброєння для протидії бойовикам.
11 червня бойовики ІДІЛ захопили турецьке консульство в Мосулі і викрали 49 турецьких дипломатів, включаючи генерального консула Озтюрка Їлмаза, трьох дітей і кількох членів сил спеціального призначення Туреччини. За повідомленнями, викрадені не постраждали і були доставлені в довколишню базу бойовиків. Неназваний турецький чиновник підтвердив, що уряд веде переговори з повстанцями, тоді як Прем'єр-міністр Туреччини Реджеп Таїп Ердоган провів екстрену нараду з членами Національної розвідувального управління і Віце-прем'єром Беширом Аталай для обговорення ситуації. Міністр закордонних справ Туреччини Ахмет Давутоглу повідомив, що в момент захоплення в генеральному консульстві в Мосулі працювали 49 співробітників
Губернатор мухафази Найнава аль-Нуджаіфі повідомив, що бойовики захопили активи низки банків в Мосулі, в яких розміщувалися 500 мільярдів динарів (близько 430 мільйонів доларів) готівкою і в золотих злитках.
12 червня в ефірі телебачення Голова ради директорів Міжнародної асоціації вантажоперевізників Туреччини Фатіх Шенер заявив, що бойовики угруповання «Ісламська держава Іраку та Леванту» звільнили 28 водіїв, але згодом їх затримало вже друге екстремістське угрупування. За словами Шенера, представники компанії-перевізника вже почали переговори про викуп, який склав близько 5 мільйонів доларів США. За деякими даними для порятунку заручників розглядається і відрядження до Іраку бійців спеціального призначення, відомих як «бордові берети», які були приведені в стан повної бойової готовності.
11 червня збройні сили почали контрнаступ у бік Мосула. Одночасно військово-повітряні сили Іраку стали завдавати авіаударів по позиціях бойовиків у самому місті і в його околицях. У результаті армія повернула під свій контроль два квартали міста Мосул, в двох районах мухафази Анбар бойовики несуть втрати, в місті Фаллуджа сили безпеки знищили чотири штабу бойовиків і ліквідували кілька десятків терористів. Представник збройних сил Іраку Хані аль-Муїн заявив, що «операція по звільненню адміністративного центру мухафази Найнава триває». З чотирьох напрямків розпочато наступ на аеропорт Мосула, бойовики відступають з міста. В Ель-Карама, на захід від Рамаді мухафази Анбар, наступ бойовиків зупинено. Від міст Самарра, Тікрит і Баакуба бойовики були відкинуті.
12 червня на іраксько-сирійському кордоні поблизу міста Ель-Кайм бойовики убили 4 іракських солдата, і більше 20 поранили.

### Напад на Самарру
5 червня 2014 бойовики ІДІЛ захопили частину міста Самарра. Джихадисти підірвали поліцейську дільницю на південь від Самарри, убивши кілька поліцейських, перш ніж попрямувати до міста в пікапах, розстріляли контрольно-пропускні пункти на своєму шляху. Вони ввійшли в місто зі сходу та заходу, і швидко захопили будівлю муніципалітету, університету та дві найбільші мечеті. Просунувшись на два кілометри, вони досягли Мечеті аль-Аскарі, оточеної трьома озброєними кордонами. Бойовики встановили командні центри біля святині. Незабаром урядові підкріплення були направлені з Багдада, і військовим вдалося повернути контроль над містом, знищивши збройні угруповання у Самаррі. У ході бойових дій було вбито 12 поліцейських і декілька цивільних осіб, і, в свою чергу, в офіційних армійських колах заявили про 80 убитих бойовиків.

### Просування на Кіркук
8 червня частини ІДІЛ просунулися на схід від Мосула, захопивши області Хавіджа, Заб, Ер-Ріяд і Аббасі, на захід від міста Кіркук, і на південь — Рашад і Янкаджа, після відступу збройних сил Наступного дня, бойовики захопили 15 вояків сил безпеки.
12 червня, у східній частині мухафази, частини пешмерга — сили безпеки іракського Курдистану, захопили місто Кіркук, розширюючи зону свого контролю в Північному Іраку, після того як збройні сили залишили місто без захисту перед загрозою вторгнення в нього бойовиків.
12 червня у Кіркуці, на шляху проходження кортежу уряду Іракського Курдистану було здійснено теракт, метою якого був міністр з безпеки, який курирує пешмерга, але в момент атаки його в кортежі не було. Загинула одна людина.

### Захоплення мухафази Салах-ед-Дін
Увечері 10 червня бойовики захопили частину мухафази Салах-ед-Дін, а саме міста Туз-Хурмато і Сулейман-Бек, а пізніше містечко Ель-Хувейджа в 50 км на південний захід Кіркука, відбите через деякий час армією. 11 червня бойовики просунулися до місту Байджі, спалили комплекс будівель МВС, захопили головну будівлю суду, збройові склади і в'язницю, звільнивши всіх ув'язнених, а пізніше оточивши місцевий нафтопереробний завод і електростанцію. Бойовики ІДІЛ направили групу місцевих племінних шейхів до 250 озброєних охоронців нафтового заводу, щоб умовити їх скласти зброю за умови, що їм буде дозволено безперешкодно виїхати з міста, одночасно про це попереджені солдати і поліцейські. Пізніше в той же день, бойовики відступили з міста Байджі, через переконання місцевих племінних вождів , або в результаті прибуття підкріплення у вигляді 4-ї бронетанкової дивізії іракської армії.
Продовжуючи наступ, ввечері 11 червня бойовики з чотирьох напрямків взяли під повний контроль місто Тікрит в 160 кілометрах від Багдада, рідне місто колишнього президента Саддама Хусейна, причому не без допомоги його прихильників, і другого великого міста мухафази, захопленого протягом двох днів. Місцеві чиновники повідомили, що контрольно-пропускні пункти були захоплені по всьому місту, в той час як щонайменше 300 ув'язнених були звільнені з в'язниць, багато з яких відбували покарання за звинуваченням у тероризмі. Була захоплена військова база і дві поліцейські дільниці були спалені. Бойовики на вантажівках з кулеметами досягли Самарри і вступили в бій з урядовими військами на північному заході міста. У полон до бойовиків потрапили безліч іракських військових, які практично не чинили опору. На 12 червня, чиновники описують ситуацію як «стратегічну катастрофу» для уряду і армії. Тим часом, за повідомленням телеканалу «Аль-Іракійя», армійські підрозділи відбили у бойовиків головну адміністративну будівлю Тікриту, знищивши майже два десятки терористів. Корпусний генерал Алі аль-Фрейдж, командувач операцією в мухафазі Салах-ед-Дін, повідомив, що елітні частини армії повністю взяли під контроль Тікрит на річці Тигр і переслідують банди бойовиків в інших районах, зокрема, в Байджі. Одночасно, армійські частини перекидаються з мухафази Анбар, що межує з Сирією, в мухафазу Найнава, на північному заході Іраку.
12 червня ввечері вдалося звільнити приблизно 85 % Тікриту силами батальйону, що прибув з Ірану. В ході наступу, вертольоти збройних сил Іраку завдали ракетних ударів по одній з найбільших мечетей Тікриту. У результаті облоги військового табору «Спайкер» у Тікриті в полон до бойовиків потрапили близько сотні військовослужбовців.

### Оточення Багдада
12 червня бойовики ІДІЛ розпочали наступ у бік Багдада, столиці Іраку, взявши під контроль частину маленького містечка Удхаїм, в 90 кілометрах на північ від Багдада, після того як більшість армійських підрозділів залишили свої позиції і відійшли у бік сусіднього міста Ель-Халіс. За деякими даними, при наступі бойовики використовують зброю виробництва США, захоплену у військовослужбовців, що врятувалися втечею. Паралельно, у сусідній з Багдадом мухафазі Діяла, більше двохсот жінок вступили в загони самооборони «Жінки Іраку», що протистоїть терористичним угрупованням. Тим часом у Басрі сотні людей стоять у чергах на призовні пункти, в надії вступити до лав збройних сил і битися з бойовиками. У цей час суніти, що відчували себе жертвами гноблення з боку, створеного американцями, шиїтського уряду, активно вливаються у бойові формування повстанців.
12 червня через відсутність кворуму Парламент Іраку не зміг проголосувати з питання про введення надзвичайного стану, що засвідчує про розкол політичної еліти. Одночасно, міністр закордонних справ Хошияр Зібарі повідомив, що «бойовики ІДІЛ не рухаються в напрямку Багдада, ми їх відкинули. Ситуація змінилася в позитивну сторону. Сили безпеки Іраку змогли зупинити просування бойовиків». Говорячи про викрадених дипломатах, він зазначив, що «їх звільнення і повернення додому є першочерговим завданням для влади Іраку. Для мене, уряду і керівництва Іракського Курдистану це є пріоритетним напрямком роботи. Ми знаємо, що дипломати перебувають у безпеці і не постраждали». За деякими даними, в ході боїв було вбито одного з ватажків бойовиків Мухаммед аль-Анбар, відповідального за планування операцій по захопленню Мосулу і Тікриту. Паралельно, ісламісти опублікували жорсткий кодекс поведінки, якого повинні будуть дотримуватися жителі підконтрольних їм міст, який передбачає обов'язкове відвідування мечеті для всіх мусульман, вчинення п'яти щоденних молитов, заборона куріння, алкоголю та недозволених громадських зборів, здачу під загрозою смерті поліцейських і солдатів, рекомендацію жінкам «пристойно» одягатися і виходити з дому тільки з потреби.
Тим часом, бойовики почали заявляти про оточення міста Самарра, що є батьківщиною голови ІДІЛ Абу Бакра аль-Багдаді. У перші години 13 червня, ними також було здійснено захоплення двох міст в мухафазі Діяла, а саме Саадія і Джалавла, після відступу звідти сил безпеки. Проте, командувач оперативним штабом «Діджле» генерал-лейтенант Абдель Амір аз-Заїді повідомив, що його частини змогли відбити три атаки екстремістів в Джалаулі, Ель-Азим і Ель-Мікдад, унаслідок чого були «ліквідовані 18 бойовиків, у тому числі їх ватажки, знищено п'ять машин із зброєю і боєприпасами. Інформація про захоплення цих населених пунктів є не більше, ніж чутками». Частини ІДІЛ намагаються підійти до регіонального центру Баакубі, що знаходяться на відстані в 50 км від Багдада, відрізати іракську армію від курдських частин, що займають район Кіркука і блокувати Багдад з північного сходу, до штурму якого вони вже приступили. Одночасно, передові сили ІДІЛ знаходяться в 120 км на північ від Багдада ведуть перегрупування, щоб полегшити наступ на столицю. Під час п'ятничної молитви в Карбалі Абдель Махді Аль-Кербелаі, офіційний представник аятолли Алі Аль-Сістані, звернувся із закликом до шиїтів, зазначивши, що «протистояння тероризму — обов'язок кожного, незалежно від конфесійної приналежності».
На його заклик відгукнулися сотні молодих людей, що записалися 14 червня добровольцями в Багдад. Водночас, уряд закрив доступ до Facebook, Twitter і YouTube, через побоювання в тому, що екстремісти можуть використовувати соціальні мережі для залучення в свої ряди нових бойовиків.
15 червня в усипальниці шейха Абдель Кадер аль-Гілані в центрі Багдада терорист-смертник здійснив вибух, у результаті якого загинули 12 людей, 23 отримали поранення.
16 червня бойовики ІДІЛ затримали суддю Рауфа Абдула Рахмана, який очолював Вищий кримінальний суд Іраку і який засудив колишнього президента Іраку Саддама Хусейна до смерті в 2006 році. 18 червня відбулася страта Рахмана. За даними члена парламенту Йорданії Халіал Аттеха, Рашид намагався втекти з Багдаду, переодягнувшись в жіночий одяг, а «іракські революціонери заарештували його і засудили до смерті. Цю кару він поніс за вирок, винесений шахіду Саддаму Хусейну». Захоплення судді підтвердив і колишній віце-президент Іраку Ібрагім аль-Іззат Дурі. Уряд ніяк не прокоментував цю інформацію.

## Продовження боротьби і спроби контрнаступу уряду
13 червня Збройні сили Іраку за підтримки «Кудс» підійшли до Самарри і відновили контроль над частиною мухафази Салах-ед-Дін, а саме місто Дхалайя. У сунітських бойовиків залишилися під контролем військова авіабаза «Спайкер» і аеродром в Тікриті, навколо якого вони розмістили артилерію, щоб протистояти очікуваній облозі.
14 червня сили безпеки внаслідок боїв у міста Баакуба зірвали наступ бойовиків ІДІЛ у мухафазі Діяла. До захопленого терористами місту Сулейман-бек в мухафазі Салах-ед-Дін стягуються підкріплення урядових сил. Також, бойовики контролюють місто Фаллуджа і військову базу Аль-Мазраа у мухафазі Анбар. Бої армії з бойовиками тривають і в місті Самарра мухафази Салах-ед-Дін. Бойовики спробували вивести з ладу нафтогін у міста Байджі, але атаку вдалося відбити збройним силам, звільнивши місто Ель-Муатасем на шосе, що зв'язує Багдад з провінцією Салах ад-Дін, і знищивши авіаударами більше 200 терористів. Всього в мухафазах Салах-ед-Дін, Анбар і Діяла було ліквідовано близько 300 бойовиків. Частини ІДІЛ перерізали дорогу між Кіркуком і Багдадом. На місто Сулейман-Бек, де знаходиться велика база бойовиків, з трьох напрямків розпочато наступ збройних сил. У результаті повітряного рейду на захід від Ель-Хілли знищено 33 бойовика, при зачистці району Ель-Ісхакі на південь від Самарри вбиті десятки бойовиків. Тим часом, бойовики «пешмерга» під приводом захисту мирних жителів від терористичної загрози зайняли всі спірні території в мухафазах Салах-ед-Дін, Ханакін і Діяла, що примикають до їх автономного району. Біля міста Ель-Мікдадія відбулися серйозні сутички. У Самарру прибуло підкріплення іракської армії та загони ополченців-шиїтів для протидії проникненню бойовиків ІДІЛ в місто з півночі. Того ж дня туди приїхав прем'єр-міністр Іраку Нурі Аль-Малікі, який сказав, що «Самарра не стане останнім рубежем захисту. Вона стане стартовим майданчиком. У найближчі години сюди прибудуть всі добровольці допомогти силам безпеки в їх війні проти бандитів ІДІЛ. Це початок їхнього кінця». Але співробітники служби безпеки говорили, що Самарра ще перебуває під контролем ІДІЛ.
15 червня війська із застосуванням вертольотів атакували позиції бойовиків на захід від Мосула. Одночасно «пешмерга» перерізали лінії постачання ІДІЛ, що йдуть до Мосула з Сирії, зайнявши КПП Рубейя на сирійсько-іракському кордоні. Раніше, в результаті авіаудару іракських ВПС поблизу міста Ханакін в мухафазі Діяла були вбиті шість курдських вояків, близько 20 отримали поранення. У керівництві Іраку повідомили, що їх загибель стала результатом помилки. Генеральний секретар «пешмерга» Джаббар Явар заявив, що в переговорах з іракською владою з'ясується, що трапилося. На території Сирії в Йарубії КПП контролюють бойовики. Збройні добровольці відбили атаку на місто Талль-Афар в 50 км від Мосула. У 240 км від Багдада в Хадіті народні дружини і поліцейські не дозволили влаштувати диверсію на місцевій ТЕЦ. Збройним силам за підтримки загонів шиїтських добровольців вдалося зупинити наступ бойовиків і повернути під свій контроль Самарру. Багдад повністю блокований з усіх боків армією. Шиїтський імам Муктада ас-Садр закликав бійців своєї Армії Махді виступити у всіх куточках Іраку і «боротися до останньої краплі крові проти терористів». У зайнятому військами місті Ішаки були виявлені спалені тіла 12 поліцейських. У Баакубі в результаті мінометного обстрілу загинули троє іракських солдат і троє добровольців-шиїтів. Одночасно, ВПС Сирії завдали авіаударів по базах ІДІЛ в Ракка і Хасакехе І штаб-квартирі у місті Шаддада, біля кордону з Іраком.
Протягом дня бойовики заявляли про захоплення в полон 1.000-1.700 солдатів, тоді як, ВПС Іраку вбили 279 бойовиків в попередні 24 години. В інтернеті бойовиками були опубліковані фотографії, на яких солдат відводять і укладають у рови перед розстрілом, а потім вони лежать на землі з вогнепальними пораненнями в голову з поясненням, що це гарнізон, що капітулював у Тікриті. Представник армії генерал-лейтенант Кассім Муссаві заявив, що фотографії достовірні і на них зображені події, що мали місце в мухафазі Салах-ед-Дін. Оприлюднено відео сотень чоловіків, яких кудись відводять недалеко від військової авіабази «Спайкер», а також фотографії вантажівок, які вивозять велику кількість молодих чоловіків, в підписах до яких говориться, що їх везуть на смерть. Губернатор провінції Салах-ед-Дін Ахмед Абдулла аль-Джібурі повідомив, що бойовики захопили сотні солдатів і курсантів академії ВПС і, швидше за все, розправилися з ними. Військовим експертам з відео вдалося підтвердити вбивство щонайменше 170 солдатів. Частини ІДІЛ просунулися до мухафази Діяла, захопивши два села в Адхаїмі, на північний схід від Багдада.
Вранці 16 червня бойовики напали на місто Талль-Афар, але незабаром були змушені відступити, втративши 18 осіб. Загинуло дев'ять цивільних осіб. Пізніше атака відновилася, місто зазнало мінометного обстрілу, і після боїв із силами безпеки бойовикам вдалося захопити Талль-Афар. Місцевий гарнізон сил безпеки зазнав важких втрат. Захисники міста відступили на контрольовану курдами територію. Але, заступник міністра закордонних справ Туреччини Наджі Кору заявив, що «напад» ІДІЛ «було відбито, проте, на жаль, ми втратили кількох братів-туркманів».
ВПС завдали серію ударів по базам бойовиків в Мосулі та його околицях, після чого офіційний представник міністерства оборони Іраку Мухаммед аль-Аскарі сказав, що «знищені всі наземні цілі на правому березі Тигра, терористи зазнали втрат у живій силі і техніці», а армія «повернула собі ініціативу на полі брані і знищує противника». Під Кіркуком (250 км від Багдада) збройні ополченці місцевих племен відбили спробу бойовиків прорватися до міста. Південніше в Самаррі (125 км від Багдада) військовослужбовці створили оборонний рубіж і готують наступальну операцію на Тікрит. Губернатор провінції Анбар заявив про передислокацію двох полків в Найнава і Салах-ед-Дін. У Багдаді радник прем'єр-міністра Фалех аль-Файяд повідомив про створення управління з народної мобілізації, яке «розподілятиме потоки добровольців, які відгукнулися в масовому порядку на заклик верховного аятоли Алі ас-Сістані взяти в руки зброю для допомоги національній армії та захисту Іраку від банд терористів» зазначивши, що «чисельність ополченців вже набагато перевищила передбачувані цифри». Паралельно, бойовики ІДІЛ з гучномовців, встановлених на автомобілях з чорними прапорами, сповістили жителів про те, що збираються зруйнувати всі церкви в Мосулі.
17 червня командувач операціями в мухафазі Анбар корпусний Генерал Рашид Флейх повідомив, що ВПС знищили понад 200 бойовиків на північ від Фаллуджі в районі Ес-Саклявія. Сили безпеки за підтримки ополчення з місцевих племен звільнили більшу частину секторів Ель-Карабля і Руммана у прикордонного з Сирією місті ель-Кайм, контрольованого владою. У ході операції вбито сім бойовиків і 17 поранені. Силовики втратили чотирьох бійців, 13 поранені. Запеклі бої йдуть навколо міста Талль-Афар. Бригадний генерал Абуль Валід, що керував обороною, заявив, що «ми продовжуємо битву і розраховуємо очистити захоплений район протягом найближчих годин». З ранку війська почали операцію проти бойовиків на півночі мухафази Анбар. За підтримки племен бійці елітних підрозділів проводять зачистку міста Рава і його околиць, де знаходиться табір ІДІЛ, на лівому березі Євфрату в 170 км на північний захід від Ер-Рамаді. Влада наполягає на тому, що значна частина Талль-Афара знаходиться під їх контролем, посилаючись на командувача місцевим гарнізоном генерала, який пообіцяв знищити бойовиків протягом кількох годин.
Частини ІДІЛ увійшли в місто Баакуба, розташований в 60 км на північ від Багдада. Одночасно війська ведуть бій з бойовиками біля міста Талль-Афар. На схід на 50 км від Багдада — в околицях Фалуджі — ісламісти заявили про знищення кількох танків і збили військовий вертоліт. Обидва що знаходилися на його борту пілоти загинули. У результаті збройних зіткнень з силовиками на північ від Багдада були знищені 25 бойовиків: 12 ліквідовані в результаті нічних рейдів підрозділів оперативного штабу «Діджле» в Ель-Азим, розташованому в 60 км на північ Баакуби; сім, у тому числі 2 іноземних найманця — в околицях Ель-Мікдад (в 35 км на північний схід Баакуби); 9 терористів були вбиті при спробі нападу на поліцейську дільницю у Баакуби. Місцеві силовики заявили, що ситуація в місті перебуває під їх повним контролем. Всього з 16 червня, за даними армійського командування, ліквідовані понад 500 бойовиків ІДІЛ: 200 вбиті в результаті авіарейдів під Фаллуджа, більше 300 — в боях за Талль-Афар в 50 км на північний захід від Мосула мухафази Найнава.
Бойовики захопили найбільший нафтопереробний завод, розташований в місті Байджі. До цього завод призупинив свою діяльність, технічний персонал залишився на підприємстві, але іноземці терміново покинули об'єкт. Завод є одним з трьох провідних в країні, поряд з двома в Багдаді, і єдиний на півночі. Бойовикам чисельністю близько 500—700 осіб вдалося повністю захопити місто Талль-Афар на півночі країни. Один з керівників цього шиїтського анклаву в переважно сунітській мухафазі Найнава Нуреддін Кабалан підтвердив, що бойовики контролюють більшу частину міста, але кілька кварталів знаходяться під контролем збройних сил, вказавши на значне число загиблих з боку як ісламістів, так і урядових військ.
Вночі бойовики зробили спробу звільнити ув'язнених слідчого ізолятора при поліцейській дільниці, розташованого в містечку Ель-Мафрак в 6 км на захід Баакуби в 60 км на північ від Багдада. При штурмі були використані гранатомети, міномети і легку стрілецьку зброю, внаслідок чого комплексу МВС було завдано серйозної шкоди, а атака призвела до загибелі 44 ув'язнених, у тому числі і ватажків ІДІЛ. За інформацією ряду джерел в силових структурах, число загиблих перевищує 50 осіб, і вони були розстріляні бійцями шиїтських міліцій при спробі до втечі. Самі бойовики стверджують, що їхніх прихильників застрелили співробітники правоохоронних органів, коли ті спробували втекти.
Бойовикам-союзникам заколотників Вільної Армії Сирії і терористів «Джабхат ан-Нусра» вдалося взяти під контроль КПП «Аль-Каїм» на території Іраку, після того, як його покинули підрозділи іракських силовиків.
18 червня в результаті вибуху в шиїтському районі Багдада Мадінат-ес-Садр загинули 7 людей, більше 10 осіб отримали поранення. Військовим вдалося взяти під контроль зміцнення в Талль-Афарі, а також вибити бойовиків з Баакуби. Бойовики викрали 60 робітників, зайнятих на будівництві лікарні у повіті Дор мухафази Салах-ед-Дін, серед яких 15 громадян Туреччини, а також Пакистану, Непалу, Бангладеш і Туркменістану. Пізніше, в передмісті Мосула були викрадені близько 40 індійських робітників, після чого прем'єр-міністр Індії Нарендра Моді зажадав вжити всіх можливих заходів для їх визволення, проте, поки встановити їх точне місцезнаходження і налагодити з ними зв'язок не вдалося. До Іраку було направлено колишній посол Індії в республіці Суреш Редді, який координуватиме рятувальну операцію, і одночасно була запланована евакуація 14 з 46 індійців що працюють у шпиталі Тікриту, в той час як інші заявили, що будуть і далі надавати допомогу пораненим.
Бойовики з мінометів і кулеметів обстріляли нафтопереробний завод в Байджі. За деякими даними, вони вбили охорону і захопили більшу частину підприємства, проте, згідно з відомостями джерела в уряді, завод перебуває під контролем військ. В ході бою армія направила проти бойовиків бойовий вертоліт, який випустив ракету, що потрапила в нафтовій резервуар і той загорівся. Пізніше представник влади повідомив, що бойовики контролюють 75 % території заводу після обстрілу двох із трьох входів на його територію і знищення кількох нафтосховищ. За деякими даними, військові вбили 40 бойовиків. У Рамаді теж пройшли бої з використанням авіації. Бойовики взяли під контроль три невеликих населених пункти в мухафазе Салах-ед-Дін. Загинули 20 місцевих жителів, що спробували дати відсіч бойовикам без допомоги військ.
19 червня на території нафтопереробного заводу в місті Байджі продовжилися зіткнення між військовими і бойовиками, в ході яких над однією з будівель був вивішений чорний прапор ІДІЛ.
20 червня військові відбили завод у терористів, після того як з підвалу вдалося евакуювати 300 цивільних співробітників. Бойовики захопили завод «Аль-Мутанна» в 70 км на північний захід від Багдада, на якому зберігається партія застарілої хімзброї.
Під час зіткнень з бойовиками в районі міста Ель-Каїм в мухафазе Анбар на кордоні з Сирією загинули 34 іракських військовослужбовців. Одночасно бойові вертольоти піддають позиції терористів інтенсивним ударам з повітря. Запеклі зіткнення знову почалися біля нафтопереробного заводу в Байджі і в районі аеропорту міста Таль-Афар на півночі Іраку, в ході яких сунітські бойовики стверджують, що завод оточений і що вони контролюють більшу частину аеропорту. За повідомленням міністерства оборони Іраку 70 бойовиків було знищено ударами з повітря в Багдаді і мухафазі Салах-ед-Діні на півночі, у двох селах були вбиті 55 терористів, 15 — в районі Ель-Латіфія південніше Багдада, в Салах-ед-Діні були проведені масовані рейди, в ході яких було «захоплене значна кількість зброї та автомобілів» супротивника, в Талль-Афарі були знищені 15 бойовиків. Одночасно командування армії затвердило план звільнення Мосула, внаслідок чого голова комітету парламенту з питань безпеки та оборони Хасан Сінід повідомив, що військам відданий наказ висунутися і зайняти позиції з завданням «розтрощити тих, хто спокусився на святість Мосула», а «позиція духовної влади в Іраку знищила розрахунки противника і зірвала його плани».
21 червня бойовики захопили КПП у Міста Ель-Кайм на кордоні з Сирією, в результаті чого загинули 30 іракських військовослужбовців. Одночасно тривали бої у міста Талль-Афар і Байджі. Бойовики захопили місто Ель-Каїм у мухафазі Анбар на кордоні з Сирією, де кількість загиблих військовослужбовців склало 34 людини. Також були захоплені міста Рава і Ана в провінції Анбар. Проте, генерал-лейтенант Кассем Атта назвав це «тактичним» кроком, повідомивши, що «відвід військових частин мав на меті передислокацію». Пізніше бойовиками було захоплено місто Ер-Рутба в 80 км на схід від кордону з Йорданією. Інші міста, Рава і Ана, розташовані біля греблі на річці Євфрат, яку охороняють близько 2-х тисяч солдатів. За деякими даними, члени ІДІЛ ведуть переговори з представниками місцевих племен, щоб без бою захопити греблю.
22 червня під час боїв з військовими в Тікриті було захоплено одного з польових командирів ІДІЛ Абу Абдель Рахман ан-Насері, який колись входив до числа наближених Саддама Хусейна. Крім того, 30 бойовиків були знищені в боях за Талль-Афар у мухафазі Найнава, в армійському командуванні повідомили про захоплення заводу в Байджі 300 військовослужбовцями частин спеціального призначення. У Тікриті були знищені 40 бойовиків, а в результаті авіанальотів ВПС Іраку загинули семеро мирних жителів. Військові на умовах анонімності заявили, що бойовики захопили два прикордонних поста: Требіл на кордоні з Йорданією, аль-Валід — з Сирією, після відступу урядових військ. Командування іракської армії підтвердило, що бойовики захопили військове летовище в місті Талль-Афар в 60 км від сирійського кордону.
23 червня в результаті нападу на конвой з ув'язненими на південній околиці Багдада загинули 69 осіб. Бойовики захопили місто Талль-Афар.
24 червня державний телеканал «Аль-Іракія» повідомив, ЩО безпілотники ВПС США завдали ударів по позиціях бойовиків у місті Ель-Кайм. У свою чергу, супутниковий телеканал «Аль-Арабія», посилаючись на місцеві племена, передав, що ніяких ударів не було, а Білий дім заперечує факт бомбардування. У результаті ударів, нанесених армійською авіацією Іраку поблизу Байджі, загинули 19 людей, а 17 постраждали. У результаті авіаудару, нанесеного винищувачем ВПС Сирії по місту Елл-Каїм, загинули 20 людей, а 93 отримали поранення. Пізніше, кількість загиблих збільшилася до 57 людей, а поранених до 120. Губернатор мухафази Анбар Сабах Кархут заявив, що на атакувальних літаках був саме прапор Сирії. Після цього прем'єр-міністр Іраку Нурі аль-Малікі підтвердив факт здійснення ударів ВПС Сирії, сказавши, що «це необхідні і вірні дії». Проте, пізніше було з'ясовано, що всупереч першому перекладу висловлювання аль-Малікі з арабської мови на англійську, поширеній «BBC», він говорив про операції авіації на території Сирії, а не Іраку, заявивши, що «сирійські літаки вдарили в районі Ель-Каїм на сирійській стороні кордону. координації не було», підкресливши при цьому, що «це необхідні і вірні дії».
Того ж дня, представник верховного командування збройними силами Іраку генерал-лейтенант Касем Ата повідомив, що «силам безпеки вдалося повернути під свій повний контроль прикордонпункти Ель-Валід і Турейбіль; обидва КПП були укріплені достатнім числом особового складу», зазначивши, що племена мухафази Анбар надають вагому підтримку військам. Водночас, бойовики заявили про захоплення нафтопереробного заводу в Байджі, після того як підрозділи урядових військ склали зброю і покинули його без бою після переговорів командування з шейхами племен. Представник повстанців заявив, що управління захопленим заводом буде передано місцевим жителям. За повідомленнями близькосхідних ЗМІ, на вулицях міста почалися народні гуляння з нагоди «звільнення» населеного пункту.
25 червня було здійснено кілька авіаударів по позиціях бойовиків на півночі і заході Іраку, за результатами яких були ліквідовані не менше 40 екстремістів. Силам безпеки вдалося дати відсіч бойовикам, знову розпочавшим штурм нафтопереробного заводу в Байджі. За заявою міністерства внутрішніх справ Іраку, армія спільно з добровольцями з місцевих племен звільнила від бойовиків район на північному заході Міста Ель-Хілла в 100 км на південь від Багдада, в результаті чого 36 терористів знищені, 8 полонених мирних жителів звільнені і було виявлено чотири підпільних фабрики з виготовлення вибухових речовин.
Після 10-денного перебування в полоні, силами військових у Самаррі були звільнені 73 іранських прочанина. Ніхто з них не постраждав і всі повернулися до Ірану.
26 червня в місті Ель-Махмудія в 30 км на північний захід від Багдада спрацював вибуховий пристрій, закладений на узбіччі дороги. Після того, як місце інциденту оточили люди, терорист, що знаходився серед них, привів у дію «пасок шахіда». Через деякий час там же розірвався мінометний снаряд. У результаті цієї серії вибухів загинули 15 людей, а 70 постраждали.
Бойовики захопили район Аджілею в 30 км на схід від Тікриту, де розташовані три невеликих нафтових родовища. Водночас, за деякими даними, нафтовий завод у Байджі і саме місто щодня переходять то до уряду, то до бойовиків ІДІЛ, то до місцевих племен. У ході боїв в 90 км на північ від Багдада, були знищені 4 бойовики, але їм вдалося оточити велику авіабазу, яка за часів вторгнення військ коаліції називалася «Кемп Анаконда». У свою чергу, військові почали активну підготовку до оборони міста Хадіта в 240 км на захід від Багдада, де знаходиться велика гідроелектростанція на річці Євфрат.
Бойовики захопили храмовий комплекс стародавнього міста Ель-Хадр, внесений до списку Всесвітньої спадщини ЮНЕСКО, після того як поліцейські що охороняли розбіглися.
Наступальна операція почалася в Тікриті на території місцевого університету. У боях брали участь близько 50 бійців іракського спецназу, що висадилися з вертольотів і приземлилися на площі університетського стадіону. Представник командування збройних сил генерал-лейтенант Касем Ата оголосив про декілька десятків знищених бойовиків в провінціях Іраку. Був убитий один з польових командирів ІДІЛ і дев'ять супроводжуючих його бойовиків. Ще 15 бойовиків було вбито в районі Делі-Аббас мухафази Діяла. У мухафазі Салах-ед-Дін в результаті авіаудару було знищено 150 транспортних засобів, що належали бойовикам, п'ять важких знарядь і склад з десятьма тоннами вибухових речовин.
27 червня у правозахисній організації «Human Rights Watch», спираючись на аналіз супутникових знімків і фотографій двох ровів, заповнених тілами, повідомили, що бойовики ІДІЛ у період з 11 по 14 червня імовірно, стратили від 160 до 190 іракських солдатів, викрадених в Тікриті.
У районі Мосула були знищені 90 бойовиків. Бойовики кілька разів безуспішно намагалися захопити нафтоперегінний завод в Байджі, що успішно охороняється антитерористичними армійськими підрозділами і добровольцями.
28 червня військові оголосили про початок масштабного наступу з метою звільнити від бойовиків Тікрит. Представник командування збройних сил Іраку генерал-лейтенант Касим Муссаві повідомив, що бойові вертольоти завдали ударів по частинах бойовиків, що базуються в університетському кампусі на півночі Тікриту. У той же час, за непідтвердженими повідомленнями, тисячі військовослужбовців наступають на місто з прилеглої Самарри, використовуючи авіацію і танки. Генерал-лейтенант Сабах Фатлаві заявив, що «у бійців ІДІЛ тепер є два варіанти— тікати або бути вбитими». Того ж дня, бойовики напали над два великих християнських поселення Каракош і Карамлаіш на півночі Іраку, після чого з них в Іракський Курдистан були змушені тікати тисячі християн.
В уряді Іраку повідомили, що збройні сили повернули під свій контроль місто Тікрит, а більше 60 бойовиків були вбиті. У свою чергу, повстанці повідомили, що наступ закінчилося невдачею. Пізніше, війська відступили з Тікриту до міста Діжла, що знаходиться в 25 км на південь. Згідно із заявою армійського командування, після двох днів боїв був захоплений університетський район на північ від центру міста і вбиті десятки бойовиків. Генерал-лейтенант Касс Атта повідомив, що «сили безпеки наступають на місто з різних напрямків» з використанням авіації. За деякими даними, бойовики збили військовий вертоліт і захопили в полон пілота.
29 червня офіційний представник угруповання ІДІЛ Абу Мухаммед аль-Аднані в розміщеному на «YouTube» зверненні, кажучи про поточну ситуацію, заявив, що «Рада шури Ісламської держави, обговоривши дане питання, ухвалила рішення про створення Ісламської халіфату — мрії в серці кожного мусульманина і надії всіх джихадистів, — який простягнеться від Алеппо до Діяли в Іраку. Халіфом призначений Абу Бакр аль-Багдаді. Він буде імамом і халіфом мусульман по всьому світу». У зверненні було розкрито справжнє ім'я аль-Багдаді — Ібрагім Авад Ібрагім аль-Бадрі аль-Хусейні (або за деякими даними — Абдаллах Ібрахім Аввад аль-Самараї). Крім того, з моменту оприлюднення заяви назву угруповання «Ісламська держава Іраку та Леванту» скорочується до «Ісламська держава». Офіційний представник ІДІЛ, закликавши ісламістів у всьому світі «присягнути на вірність» новому правителю і «відкинути демократію та інші покидьки з Заходу», зажадав від своїх прихильників «пронизувати кулями» голови тих, хто посміє розколоти халіфат.
ІДІЛ заявили про умови на яких християни можуть залишатися на підконтрольним їм територіям — перехід в іслам чи щомісячний податок (близько 250 $). На те, щоб покинути територію відвели 2 дня.
7 серпня бойовики угруповання «Ісламська держава» захопили найбільше християнське місто Іраку Каракош та довколишні райони на півночі країни, змушено покинули регіон десятки тисяч людей; окрім того бойовами захоплено населені переважно християнами міста Таль-Кайф, Бартелла і Карамлеш.
8 серпня президент США Барак Обама повідомив, що він дав дозвіл на точкові авіаудари проти ісламістів, якщо буде така необхідність.